# Christoph Prégardien
Christoph Prégardien (ur. 18 stycznia 1956 w Limburg an der Lahn) – niemiecki śpiewak operowy, tenor.

## Życiorys
W młodości był członkiem chóry katedry w rodzinnym Limburg an der Lahn. Ukończył studia muzyczne pod kierunkiem Martina Gründlera w Hochschule für Musik we Frankfurcie nad Menem (1983). Kształcił się też u Carli Castellani w Mediolanie. W 1978 roku zdobył I nagrodę na międzynarodowym konkursie wokalnym w Berlinie. Występował na czołowych scenach europejskich, specjalizując się w wykonawstwie repertuaru klasycznego i barokowego. Występował w rolach operowych i repertuarze oratoryjnym, wykonując utwory m.in. Heinricha Schütza, J.S. Bacha, G.F. Händla, Buxtehudego, Josepha Haydna i W.A. Mozarta. Współpracował z takimi dyrygentami jak Frans Brüggen, Philippe Herreweghe, Christopher Hogwood, Ton Koopman, Sigiswald Kuijken, Gustav Leonhardt, Riccardo Chailly i Wolfgang Sawallisch. Dokonał licznych nagrań płytowych, m.in. z kantatami i Pasją według św. Mateusza J.S. Bacha oraz pieśni Franza Schuberta wspólnie z Andreasem Staierem. 